# Johannes-Friedrich Zimmermann
Johannes-Friedrich Zimmermann (* 28. Apriljul. / 10. Mai 1882greg.; † 24. August 1942 in Swerdlowsk, Sowjetunion) war ein estnischer Politiker.

## Frühe Jahre
Johannes-Friedrich Zimmermann wurde als Sohn der Landwirte Karl (1855–1935) und Mai Zimmermann (1860–1928) im Gouvernement Livland geboren. Er besuchte die russischsprachige Alexander-Schule bei Põltsamaa und das renommierte Hugo-Treffner-Gymnasium in Tartu. Zimmermann studierte anschließend Tierzucht am Veterinärinstitut in Tartu. Schnell machte er sich dort als Wissenschaftler einen Namen.

## Politik
Mit Ausrufung der staatlichen Unabhängigkeit Estlands 1918 ging Zimmermann in die Politik der jungen Republik. Er war 1919/20 Mitglied der Verfassungsgebenden Versammlung (Asutav Kogu). Anschließend gehörte er dem estnischen Parlament (Riigikogu) in allen fünf Legislaturperioden der Zwischenkriegszeit an.
Von 1926 bis 1929 war Zimmermann Präsident des Rechnungshofs der Republik Estland (Riigikontrolör).
Von Juli 1929 bis Februar 1931 bekleidete Zimmermann im Kabinett von Regierungschef Otto Strandman das Amt des Wirtschaftsministers. Zimmermann war der erste Amtsinhaber, da zuvor Wirtschaftsfragen vom Finanz- bzw. Handelsminister behandelt wurden. Dasselbe Amt hatte er von Juli bis November 1932 im Kabinett von Karl Einbund inne. Von Mai bis Oktober 1933 war Zimmerman estnischer Landwirtschaftsminister in der Koalitionsregierung von Jaan Tõnisson.
Zimmermann gehörte parteipolitisch zunächst der sozialdemokratischen Estnischen Arbeitspartei (Eesti Tööerakond) an, dann dem „Siedlerverband“. Die Agrarpartei vertrat vor allem die Interessen der estnischen Kleinbauern.

## Tod
Nach der sowjetischen Besetzung Estlands wurde Zimmermann am 14. Juni 1941 verhaftet und ins Innere Russlands gebracht. Er wurde ein Jahr später im Gefängnis von Swerdlowsk hingerichtet. Zimmermann wurde 60 Jahre alt.

## Privatleben
Johannes-Friedrich Zimmermann war mit Ilse Felicitas Zimmermann (geb. Olev) verheiratet. Das Paar hatte eine Tochter und zwei Söhne.
| Personendaten    | Personendaten                                |
| ---------------- | -------------------------------------------- |
| NAME             | Zimmermann, Johannes-Friedrich               |
| ALTERNATIVNAMEN  | Zimmermann, Johannes Friedrich               |
| KURZBESCHREIBUNG | estnischer Politiker, Mitglied des Riigikogu |
| GEBURTSDATUM     | 10. Mai 1882                                 |
| GEBURTSORT       | Gouvernement Livland                         |
| STERBEDATUM      | 24. August 1942                              |
| STERBEORT        | Swerdlowsk, Sowjetunion                      |